# Zeit der Zimmerbrände
Zeit der Zimmerbrände ist ein deutscher Spielfilm aus dem Jahr 2014 von Vivian Naefe mit Uwe Ochsenknecht in der Hauptrolle.

## Handlung
Eishockeytrainer Harry Zoppke muss nach 15 Jahren den kanadischen Verein verlassen, den er all die Jahre trainiert hatte. Er kehrt in seine Heimatstadt Freiburg zurück und hofft in seinem alten Verein, dem EHC Freiburg, eingestellt zu werden. Hier trifft er auf „Benny“ Hinz, den er als Kind zuletzt gesehen hatte, als er in Freiburg auch eine Kindermannschaft trainiert hatte. Benny ist ein erfolgreicher Unternehmer geworden und ein einflussreicher Sponsor vom EHC. Er freut sich seinen alten Trainer wiederzusehen, denn er war für ihn immer eine Art Vaterfigur. Als er herausfindet, dass Harry wie er Linkshänder ist und die gleichen Allergien hat, ist er davon überzeugt, dass Harry der langersehnte biologische Vater sein muss. Da er kurz vor der Hochzeit mit seiner Freundin steht ist er doppelt glücklich auch mit einem Vater vor dem Altar stehen zu können. Harry sieht das jedoch nicht so und würde es Benny gern ausreden. Doch der ist so überzeugt, dass Harry es nicht fertig bringt, Benny über das Missverständnis aufzuklären. Im Gegenteil, er beginnt sich in der Rolle eines Vaters wohl zu fühlen und trifft sich täglich mit Benny. Beide verbringen sogar Silvester miteinander, wobei Harry auch gern bei Anna wäre, die er kurz vor Weihnachten in Freiburg kennen und lieben gelernt hat. Anna hasst allerdings Lügen, weil daran schon ihre erste Ehe zerbrochen ist. Darum nimmt sie es Harry übel, dass er Benny in dem Glauben lässt sein Sohn zu sein. Der steigert sich aber immer mehr in die Rolle des Sohnes hinein, dass Harry ihn nicht vor den Kopf stoßen möchte. Mit Anna versöhnt er sich und sie ist sogar bereit, sein nicht ganz ehrliches Spiel mitzuspielen. Der EHC will Harry aber nach wie vor nicht als Trainer einstellen und so gibt Benny ihm in seiner Firma einen Job. Mit den Monaten beginnt Benny sich zu verändern, was seiner Freundin missfällt. Britta ist sich zudem sicher, dass Harry ein Hochstapler und nur hinter Bennys Vermögen her ist. Da sie bei der Staatsanwaltschaft arbeitet und dort alte Akten einsieht, versucht sie Benny klarzumachen, dass Harry zum Zeitpunkt der Zeugung in Untersuchungshaft gesessen hätte und somit gar nicht sein Vater sein kann. Benny fällt es schwer die Wahrheit zu akzeptieren. Er zieht sich komplett von Harry zurück, kündigt ihm den Job und denkt ebenfalls, dass Harry sich nur des Geldes wegen bei ihm eingenistet hatte. Telefonate und jegliche Kontaktversuche blockt er ab und kommt erst kurz vor Weihnachten zu der Erkenntnis mit Harry noch einmal reden zu müssen. Beide stellen fest, dass es doch eigentlich schön wäre Vater und Sohn zu sein, egal wie die biologische Realität ist.

## Hintergrund
Die Dreharbeiten erfolgten vom 17. Dezember 2013 bis zum 28. Januar 2014 in Freiburg im Breisgau und in Berlin.

## Kritiken
Rainer Tittelbach von Tittelbach.tv urteilte: „Ein junger Millionär hält einen abgehalfterten Eishockeytrainer für seinen Vater – und dieser spielt die Familienzusammenführung einfach mal mit. Lustvoll variiert Drehbuchautorin Beate Langmaack die Volksweisheit ‚Familie kann man sich nicht aussuchen‘, indem sie sie umkehrt und zeigt, was wäre, wenn man sich den Wunschvater selbst backen könnte. Die warmherzige Geschichte dieses mit Ochsenknecht und Letkowski bestens besetzten Films von Vivian Naefe entwickelt mehr Zwischentöne, als man anfangs vermutet, leidet dennoch unter dramaturgischen Schwächen, die sich vor allem wirkungsästhetisch auswirken.“
Bei Kino.de schrieb Tilmann P. Gangloff: „Auch wenn man als Mann nicht wie die Jungfrau zum Kind kommen kann: ‚Zeit der Zimmerbrände‘ erzählt eine Geschichte, in der exakt dies passiert.“ „Der Stoff klingt nach Komödie, und tatsächlich verkörpert Uwe Ochsenknecht seinen Harry mitunter als komisch verzweifelten Mittfünfziger. […] Im Grunde ist die Geschichte [jedoch zeitweise] ein Drama, in dessen Verlauf alle Beteiligten auf der Strecke bleiben.“ Dramaturgisch kritisierte Gangloff die im Film eingebauten Zeitsprünge, die „stellen Unterbrechungen dar, von denen sich der Fluss der Erzählung nur mühsam erholt.“ „Dass der Film die Unterbrechungen relativ schadlos übersteht, liegt vor allem am gut zusammengestellten Ensemble. Die Darsteller passen prima zu ihren Figuren und funktionieren als Paare ausgezeichnet. Gerade die Szenen mit Letkowski und Ochsenknecht machen großen Spaß, erst recht, als Benny und Harry nachts ins Eisstadion einbrechen und prompt von der Polizei überrascht werden. Derartige Details, mit denen Rollen und Handlung Tiefe bekommen, hat der Film immer wieder zu bieten; Benny zum Beispiel ist erfolgreicher Produzent von Scherzartikeln und bietet Harry einen Job an, aber der kann mit dieser Branche überhaupt nichts anfangen.“ „‚Zeit der Zimmerbrände‘ ist jedoch ein Weihnachtsfilm, weshalb die Geschichte trotzdem noch irgendwie gut ausgeht.“
Claudia Tieschky von der Süddeutschen Zeitung wertete: „In ‚Zeit der Zimmerbrände‘ spielt Uwe Ochsenknecht einen falschen Vater mit wenig Geld und viel Herz. Der Film funktioniert wie ein klassisches Weihnachtsmärchen - doch die Handlung kommt nicht recht in Gang und freut eher den Tourismusverband.“ Die Kritikerin lobt aber „die schöne Landschaft rund um Freiburg in vielen Kalenderbild-Aufnahmen,“ die hier „ihre Jahreszeiten vorzeigen darf.“